# Эренсверд, Карл Август
Карл Август Эренсверд (швед. Carl August Ehrensvärd; 5 мая 1745 — 21 мая 1800) — шведский адмирал, теоретик искусства, художник, гравёр и архитектор.

## Биография
Граф Карл Август Эренсверд родился 5 мая 1745 в столице Швеции городе Стокгольме в семье фельдмаршала Августина Эренсверда, главнокомандующего шведской армией в Померании во время Семилетней войны. Помогал отцу, когда последний занимался укреплением Свеаборгской крепости.
В 1789 году в начале войны с Россией командовал шведским военно-морским флотом. Его намерение не отступать после Первого Роченсальмского сражения не было одобрено шведским королём Густавом III, который затем сам принял начальство над военно-морскими силами Швеции.
После смерти Густава III Карл Август Эренсверд был арестован в качестве лица, подозреваемого в причастности к убийству монарха, но был освобожден и поставлен во главе всего шведского морского ведомства в звании генерал-адмирала, однако вскоре оставил военную карьеру, чтобы целиком посвятить себя искусству.
Совершив в 1780—1782 гг. поездку на юг Европы, он составил описание своего путешествия и издал, богато иллюстрировав его собственноручными гравюрами: «Resa till Italien» (Стокгольм, 1786; 2 издание, 1819).
В сочинении «Философия изящных искусств» (De fria Konsters philosophies, 1786) чувствуется большая любовь автора к античному искусству. Пер Даниель Амадеус Аттербум в «Phosphoros» (1813) и затем в «Svenska Siare och Skalder» дал отличную характеристику Эренсверду. Написанные им сочинения неоднократно переиздавались.
Два его альбома с карикатурами на историю Швеции поэт Ю. Г. Оксеншерна назвал гениальными произведениями.
Карл Август Эренсверд умер 21 мая 1800 во время поездки в Эребру.

## Награды
- Орден Меча, рыцарский крест (RSO1kl) (28 мая 1772)
- Орден Меча, командорский крест (KSO1kl) (27 ноября 1786)
- Орден Меча, командорский крест со звездой (большой крест) (KmstkSO) (27 августа 1789)